# Christine Lelouch
Christine Cochet est une actrice française.
Elle fut à partir de 1967 la première femme de Claude Lelouch, avec qui elle a eu en 1969 un fils, Simon. Le couple divorce en 1972.
Elle tient sous le nom de Christine Lelouch l'un des rôles principaux dans Le Voyou (signé Lelouch) aux côtés de Jean-Louis Trintignant et de Charles Gérard.
Elle fut l’épouse de Didier Barbelivien, elle est également connue sous le nom de Christine Barbelivien. Ils ont un fils prénommé David.

## Filmographie
- 1970 : Le Voyou, de Claude Lelouch
- 1971 : L'indiscret de François Reichenbach
- 1975 : Les Noces de porcelaine, de Roger Coggio
- 1986 : Attention bandits !, de Claude Lelouch
- 1984 : Viva la vie, de Claude Lelouch
- 1993 : Tout ça… pour ça !, de Claude Lelouch